# Referendum relativi all'Europa

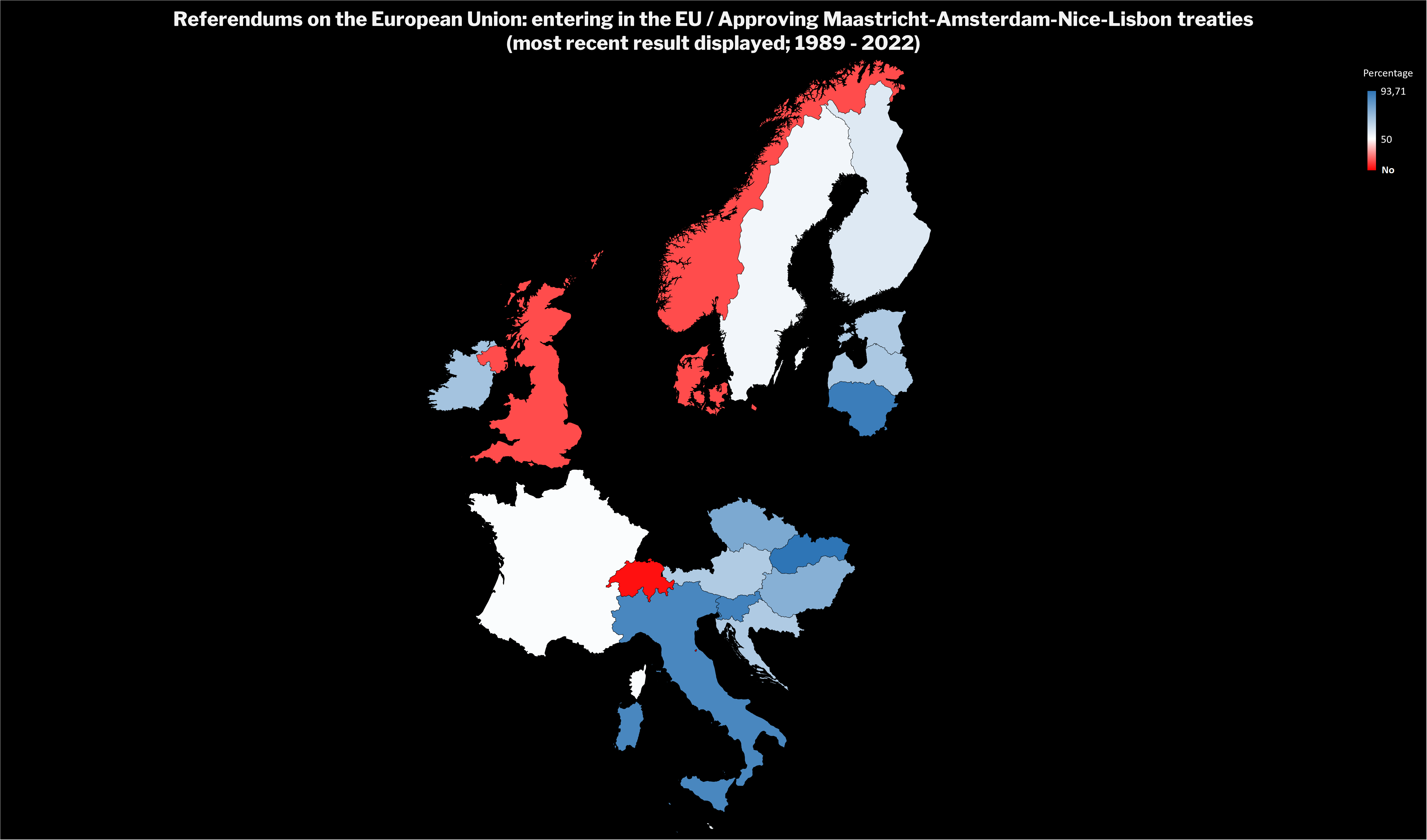
Mappa dei paesi dove si sono tenuti dei referendum riguardanti l'Unione Europea (adesione alla UE o approvazione dei trattati di Maastricht, Amsterdam, Nizza o Lisbona), mostrando il risultato del referendum più recente. (Notare che la Danimarca non approvò il trattato di Maastricht nel 1992: lo fece l'anno dopo in un nuovo referendum solo dopo la concessione di diversi opt-out, notare che lhanno istituita)

Nel corso della storia dell'integrazione europea si sono tenuti molti referendum relativi all'unità europea, decidendo sia per l'ingresso o il mantenimento dello status di membri della CEE/UE, sia per decidere su varie questioni che di volta in volta si sono presentate.
La storia dei referendum riguardanti l'unità europea comincia dal 1972. La lista è ordinata in ordine puramente cronologico, comprendendo tutti i tipi di quesiti (adesione, permanenza, accordi bilaterali, cambiamento istituzionale europeo, etc.).

## Lista
| Paese       | Data                | Affluenza | Voti favorevole | Risultato                                                                                                   | Ambito |
| ----------- | ------------------- | --------- | --------------- | --- | --- |
| Francia     | 23 aprile 1972      | 60,2%     | 68,3%           | Allargamento approvato                                                                                      | Allargamento della CEE del 1973 alla Danimarca, alla Norvegia, all'Irlanda e al Regno Unito: - Referendum in Danimarca - Referendum in Francia - Referendum in Irlanda - Referendum in Norvegia                          |
| Irlanda     | 10 maggio 1972      | 70,9%     | 83,1%           | Adesione alla CEE                                                                                           | Allargamento della CEE del 1973 alla Danimarca, alla Norvegia, all'Irlanda e al Regno Unito: - Referendum in Danimarca - Referendum in Francia - Referendum in Irlanda - Referendum in Norvegia                          |
| Norvegia    | 25 settembre 1972   | 79,0%     | 46,5%           | Non adesione alla CEE                                                                                       | Allargamento della CEE del 1973 alla Danimarca, alla Norvegia, all'Irlanda e al Regno Unito: - Referendum in Danimarca - Referendum in Francia - Referendum in Irlanda - Referendum in Norvegia                          |
| Danimarca   | 2 ottobre 1972      | 90,1%     | 63,3%           | Adesione alla CEE                                                                                           | Allargamento della CEE del 1973 alla Danimarca, alla Norvegia, all'Irlanda e al Regno Unito: - Referendum in Danimarca - Referendum in Francia - Referendum in Irlanda - Referendum in Norvegia                          |
| Svizzera    | 3 dicembre 1972     | 52,9%     | 72,5%           | Accordi commerciali con la CEE approvati                                                                    | Approvazione dei primi accordi bilaterali tra Svizzera e Unione europea |
| Regno Unito | 5 giugno 1975       | 64,62%    | 67,23%          | Permanenza nella CEE                                                                                        | Referendum sulla permanenza del Regno Unito nella CEE del 1975 |
| Groenlandia | 23 febbraio 1982    | 74,9%     | 46,98%          | Non permanenza nella CEE                                                                                    | Referendum in Groenlandia del 1982 |
| Danimarca   | 26 febbraio 1986    | 75,4%     | 56,2%           | Atto unico europeo approvato                                                                                | Approvazione dell'Atto unico europeo: - Referendum in Danimarca - Referendum in Irlanda |
| Irlanda     | 26 maggio 1987      | 44,09%    | 69,9%           | Atto unico europeo approvato                                                                                | Approvazione dell'Atto unico europeo: - Referendum in Danimarca - Referendum in Irlanda |
| Italia      | 18 giugno 1989      | 81,0%     | 88,03%          | Idea generica di Unione Europea approvata                                                                   | [1/2] - Referendum in Italia (idea generica di Unione Europea) - Referendum in Danimarca del 1992 Trasformazione della CEE in un'Unione Europea (Trattato di Maastricht) - Referendum in Irlanda - Referendum in Francia |
| Danimarca   | 2 giugno 1992       | 83,1%     | 49,28%          | Trattato di Maastricht non approvato                                                                        | [1/2] - Referendum in Italia (idea generica di Unione Europea) - Referendum in Danimarca del 1992 Trasformazione della CEE in un'Unione Europea (Trattato di Maastricht) - Referendum in Irlanda - Referendum in Francia |
| Irlanda     | 18 giugno 1992      | 57,31%    | 69,05%          | Trattato di Maastricht approvato                                                                            | [1/2] - Referendum in Italia (idea generica di Unione Europea) - Referendum in Danimarca del 1992 Trasformazione della CEE in un'Unione Europea (Trattato di Maastricht) - Referendum in Irlanda - Referendum in Francia |
| Francia     | 20 settembre 1992   | 69,69%    | 51,05%          | Trattato di Maastricht approvato                                                                            | [1/2] - Referendum in Italia (idea generica di Unione Europea) - Referendum in Danimarca del 1992 Trasformazione della CEE in un'Unione Europea (Trattato di Maastricht) - Referendum in Irlanda - Referendum in Francia |
| Svizzera    | 6 dicembre 1992     | 78,7%     | 49,7%           | Non adesione allo SEE                                                                                       | Adesione allo Spazio Economico Europeo |
| Danimarca   | 18 maggio 1993      | 86,47%    | 56,74%          | Trattato di Maastricht approvato                                                                            | [2/2] Trasformazione della CEE in un'Unione Europea (Trattato di Maastricht): - Referendum in Danimarca del 1993 |
| Austria     | 12 giugno 1994      | 82,35%    | 66,58%          | Adesione alla UE                                                                                            | Allargamento dell'UE del 1995: - Referendum in Austria - Referendum in Finlandia - Referendum in Svezia - Referendum nelle Isole Åland - Referendum in Norvegia                                                          |
| Finlandia   | 16 ottobre 1994     | 70,79%    | 56,96%          | Adesione alla UE                                                                                            | Allargamento dell'UE del 1995: - Referendum in Austria - Referendum in Finlandia - Referendum in Svezia - Referendum nelle Isole Åland - Referendum in Norvegia                                                          |
| Svezia      | 13 novembre 1994    | 83,3%     | 52,74%          | Adesione alla UE                                                                                            | Allargamento dell'UE del 1995: - Referendum in Austria - Referendum in Finlandia - Referendum in Svezia - Referendum nelle Isole Åland - Referendum in Norvegia                                                          |
| Isole Åland | 20 novembre 1994    | 49,10%    | 73,64%          | Adesione alla UE                                                                                            | Allargamento dell'UE del 1995: - Referendum in Austria - Referendum in Finlandia - Referendum in Svezia - Referendum nelle Isole Åland - Referendum in Norvegia                                                          |
| Norvegia    | 27-28 novembre 1994 | 89,0%     | 47,82%          | Non adesione alla UE                                                                                        | Allargamento dell'UE del 1995: - Referendum in Austria - Referendum in Finlandia - Referendum in Svezia - Referendum nelle Isole Åland - Referendum in Norvegia                                                          |
| Svizzera    | 8 giugno 1997       | 35,4%     | 25,9%           | Non adesione alla UE                                                                                        | Referendum per il permesso di iniziare dei negoziati per l'entrata nell'Unione europea |
| Irlanda     | 22 maggio 1998      | 56,2%     | 61,74%          | Trattato di Amsterdam approvato                                                                             | Trattato di Amsterdam per la trasformazione delle istituzioni europee in vista dell'allargamento a est: - Referendum in Irlanda - Referendum in Danimarca                                                                |
| Danimarca   | 28 maggio 1998      | 76,2%     | 55,10%          | Trattato di Amsterdam approvato                                                                             | Trattato di Amsterdam per la trasformazione delle istituzioni europee in vista dell'allargamento a est: - Referendum in Irlanda - Referendum in Danimarca                                                                |
| Svizzera    | 21 maggio 2000      | 48,3%     | 67,2%           | Accordi settoriali con la UE approvati                                                                      | Accordi settoriali con la UE |
| Danimarca   | 28 settembre 2000   | 87,60%    | 46,79%          | Non adesione all'Euro                                                                                       | [1/2] Adesione all'Euro: - Referendum in Danimarca |
| Svizzera    | 4 marzo 2001        | 55,8%     | 23,2%           | Non adesione alla UE                                                                                        | Adesione alla UE |
| Irlanda     | 7 giugno 2001       | 34,79%    | 46,13%          | Trattato di Nizza non approvato                                                                             | Trattato di Nizza: - Referendum in Irlanda del 2001 - Referendum in Irlanda del 2002 |
| Irlanda     | 19 ottobre 2002     | 49,47%    | 62,89%          | Trattato di Nizza approvato                                                                                 | Trattato di Nizza: - Referendum in Irlanda del 2001 - Referendum in Irlanda del 2002 |
| Malta       | 8 marzo 2003        | 90,9%     | 53,6%           | Adesione alla UE                                                                                            | [1/2] Allargamento dell'UE del 2004: - Referendum a Malta - Referendum in Slovenia - Referendum in Ungheria - Referendum in Lituania - Referendum in Slovacchia - Referendum in Repubblica Ceca - Referendum in Estonia  |
| Slovenia    | 23 marzo 2003       | 60,2%     | 89,6%           | Adesione alla UE                                                                                            | [1/2] Allargamento dell'UE del 2004: - Referendum a Malta - Referendum in Slovenia - Referendum in Ungheria - Referendum in Lituania - Referendum in Slovacchia - Referendum in Repubblica Ceca - Referendum in Estonia  |
| Ungheria    | 12 aprile 2003      | 45,6%     | 83,8%           | Adesione alla UE                                                                                            | [1/2] Allargamento dell'UE del 2004: - Referendum a Malta - Referendum in Slovenia - Referendum in Ungheria - Referendum in Lituania - Referendum in Slovacchia - Referendum in Repubblica Ceca - Referendum in Estonia  |
| Lituania    | 10-11 maggio 2003   | 63,4%     | 91,07%          | Adesione alla UE                                                                                            | [1/2] Allargamento dell'UE del 2004: - Referendum a Malta - Referendum in Slovenia - Referendum in Ungheria - Referendum in Lituania - Referendum in Slovacchia - Referendum in Repubblica Ceca - Referendum in Estonia  |
| Slovacchia  | 16-17 maggio 2003   | 52,1%     | 93,71%          | Adesione alla UE                                                                                            | [1/2] Allargamento dell'UE del 2004: - Referendum a Malta - Referendum in Slovenia - Referendum in Ungheria - Referendum in Lituania - Referendum in Slovacchia - Referendum in Repubblica Ceca - Referendum in Estonia  |
| Rep. Ceca   | 13-14 giugno 2003   | 55,2%     | 77,33%          | Adesione alla UE                                                                                            | [1/2] Allargamento dell'UE del 2004: - Referendum a Malta - Referendum in Slovenia - Referendum in Ungheria - Referendum in Lituania - Referendum in Slovacchia - Referendum in Repubblica Ceca - Referendum in Estonia  |
| Estonia     | 14 settembre 2003   | 64,1%     | 66,8%           | Adesione alla UE                                                                                            | [1/2] Allargamento dell'UE del 2004: - Referendum a Malta - Referendum in Slovenia - Referendum in Ungheria - Referendum in Lituania - Referendum in Slovacchia - Referendum in Repubblica Ceca - Referendum in Estonia  |
| Svezia      | 14 settembre 2003   | 82,57%    | 42,91%          | Non adesione all'Euro                                                                                       | [2/2] Adesione all'Euro: - Referendum in Svezia |
| Lettonia    | 20 settembre 2003   | 71,5%     | 67,5%           | Adesione alla UE                                                                                            | [2/2] Allargamento dell'UE del 2004: - Referendum in Lettonia |
| Spagna      | 20 febbraio 2005    | 41,77%    | 81,84%          | Costituzione Europea approvata                                                                              | [1/2] Redazione della Costituzione Europea: - Referendum in Spagna - Referendum in Francia - Referendum nei Paesi Bassi                                                                                                  |
| Francia     | 29 maggio 2005      | 69,37%    | 45,33%          | Costituzione Europea non approvata                                                                          | [1/2] Redazione della Costituzione Europea: - Referendum in Spagna - Referendum in Francia - Referendum nei Paesi Bassi                                                                                                  |
| Paesi Bassi | 1º giugno 2005      | 63,3%     | 38,46%          | Costituzione Europea non approvata                                                                          | [1/2] Redazione della Costituzione Europea: - Referendum in Spagna - Referendum in Francia - Referendum nei Paesi Bassi                                                                                                  |
| Svizzera    | 5 giugno 2005       | 56,8%     | 54,6%           | Adesione allo Spazio Schengen e alla Convenzione di Dublino approvati                                       | Adesione allo Spazio Schengen e alla Convenzione di Dublino |
| Lussemburgo | 10 luglio 2005      | 90,44%    | 56,52%          | Costituzione Europea approvata                                                                              | [2/2] Redazione della Costituzione Europea: - Referendum in Lussemburgo |
| Svizzera    | 25 settembre 2005   | 54,4%     | 56%             | Estensione dello Spazio Schengen approvata                                                                  | Estensione dello Spazio Schengen ai 10 nuovi membri della UE |
| Svizzera    | 21 maggio 2006      | 45%       | 53,4%           | Legge per fornitura assistenza all'Europa orientale approvata                                               | Legge per la fornitura di un miliardo di Euro ai Paesi Europei orientali |
| Irlanda     | 12 giugno 2008      | 53,13%    | 46,6%           | Trattato di Lisbona non approvato                                                                           | [1/2] Approvazione del Trattato di Lisbona: - Referendum in Irlanda del 2008 |
| Svizzera    | 8 febbraio 2009     | 51,44%    | 59,61%          | Estensione della direttiva approvata                                                                        | Estensione della direttiva europea sul libero spostamento dei lavoratori alla Bulgaria e alla Romania |
| Svizzera    | 17 maggio 2009      | 38,77%    | 50,15%          | Introduzione dei passaporti biometrici approvata                                                            | Introduzione del passaporto biometrico, come richiesto dagli Accordi Schengen |
| Irlanda     | 2 ottobre 2009      | 59,00%    | 67,13%          | Trattato di Lisbona approvato                                                                               | [2/2] Approvazione del Trattato di Lisbona: - Referendum in Irlanda del 2009 |
| Croazia     | 22 gennaio 2012     | 43,51%    | 66,67%          | Adesione alla UE                                                                                            | Adesione alla UE: Referendum in Croazia |
| Irlanda     | 31 maggio 2012      | 50,53%    | 60,37%          | Patto di bilancio europeo approvato                                                                         | Approvazione del Patto di bilancio europeo / Fiscal Compact: - Referendum in Irlanda |
| Svizzera    | 17 giugno 2012      | 38,53%    | 24,72%          | Regola di un referendum per ogni nuovo trattato internazionale non approvata                                | Stabilimento della regola che si dovesse tenere un referendum per ogni singolo trattato internazionale |
| San Marino  | 20 ottobre 2013     | 43,38%    | 50,28%          | Quorum non raggiunto                                                                                        | Adesione alla UE: Referendum a San Marino |
| Svizzera    | 9 febbraio 2014     | 56,57%    | 50,33%          | Proposta per la limitazione dell'"immigrazione di massa" approvata                                          | Proposta per la limitazione dell'"immigrazione di massa" |
| Danimarca   | 25 maggio 2014      | 55,85%    | 62,47%          | Adesione alla Corte Unificata del Brevetto Europeo approvata                                                | Brevetto unico europeo: - Referendum in Danimarca |
| Grecia      | 5 luglio 2015       | 62,50%    | 61,31%          | Bailout non approvato                                                                                       | Accettazione bailout proposto dalla Commissione Europea alla Grecia: Referendum in Grecia del 2015 |
| Danimarca   | 3 dicembre 2015     | 72,00%    | 46,89%          | Conversione opt-out su giustizia e affari interni in un metodo di valutazione caso-per-caso non approvato   | Opt-out danesi alle regole UE: Referendum in Danimarca del 2015 |
| Svizzera    | 28 febbraio 2016    | 63,7%     | 41,1%           | Iniziativa per l'espulsione degli stranieri che commettono reati non approvata                              | Referendum in Svizzera sull'"espulsione degli stranieri che commettono reati" |
| Paesi Bassi | 6 aprile 2016       | 32,28%    | 38,21%          | Accordo di associazione UE-Ucraina non approvato                                                            | Accordo di associazione tra l'Ucraina e l'Unione europea: - Referendum nei Paesi Bassi |
| Regno Unito | 23 giugno 2016      | 72,21%    | 48,11%          | Non permanenza nella UE                                                                                     | Referendum sulla permanenza del Regno Unito nell'UE del 2016 |
| Ungheria    | 2 ottobre 2016      | 44,04%    | 1,64%           | Quorum non raggiunto                                                                                        | Referendum sulle quote migratorie UE in Ungheria del 2016 |
| Svizzera    | 19 maggio 2019      | 43,88%    | 63,7%           | Direttiva UE sul controllo delle armi approvata                                                             | Referendum in Svizzera del 2019 sulla direttiva UE per il controllo delle armi |
| Svizzera    | 27 settembre 2020   | 59,49%    | 38,29%          | Iniziativa popolare per la sospensione della direttiva UE sulla libera circolazione dei lavoratori respinta | Referendum in Svizzera del 2020 per la sospensione della direttiva UE sulla libera circolazione dei lavoratori |
| Svizzera    | 15 maggio 2022      | 39,98%    | 71,5%           | Incremento contributo svizzero a FRONTEX approvato                                                          | Referendum in Svizzera del 2022 per l'incremento della partecipazione della Svizzera a FRONTEX |
| Danimarca   | 1º giugno 2022      | 65,76%    | 66,87%          | Abolizione deroga della Danimarca a partecipare alla Politica estera e di sicurezza comune approvata        | Opt-out danesi alle regole UE: Referendum in Danimarca del 2022 |
| Moldavia    | 20 ottobre 2024     | 50,72%    | 50,35%          | Adesione all'Unione Europea approvata                                                                       | Referendum costituzionale in Moldavia del 2024 |

### Legenda
| Esito votazione                              | Colore |
| -------------------------------------------- | ------ |
| SÌ                                           |        |
| NO                                           |        |
| Quorum non raggiunto (nell'apposita colonna) |        |

### Fonti
Fonti dei referendum in Svizzera.

## Considerazioni su future adesioni all'Unione Europea e questioni europee
- In base all'art.88-5 della Costituzione francese, ogni ulteriore espansione dell'Unione Europea richiederà obbligatoriamente un referendum confermativo in Francia.[6]
- L'Irlanda deve ancora obbligatoriamente tenere un referendum sul Brevetto Europeo.[7]